# Mauro Cetto
Mauro Darío Jesús Cetto (Rosario, 14 aprile 1982) è un dirigente sportivo ed ex calciatore argentino, di ruolo difensore.
Possiede il passaporto italiano avendo dei parenti originari di Trento e Venezia.

## Caratteristiche tecniche
È un difensore centrale bravo a segnare nei calci piazzati. Può comunque giocare laterale, sia a destra che a sinistra, in una difesa composta da tre uomini.

## Carriera

### Club

#### Rosario Central
Inizia la carriera in patria, nel Rosario Central. Il debutto arriva nella partita vinta contro il Racing Avellaneda per 4-1, che è la sua unica partita del campionato 2000-2001. Nella stagione 2001-2002 gioca 14 incontri di campionato fino al gennaio del 2002. Chiude l'esperienza in Argentina con 15 presenze.

#### Nantes
Nella sessione invernale del calciomercato arriva in Europa, venendo tesserato dalla squadra francese del Nantes. Con la nuova squadra chiude la stagione disputando 5 partite nella Division 1 (chiusa al decimo posto) e 4 nella seconda fase a gruppi della Champions League. L'esordio in campionato avviene nella 23ª giornata, subentrando al'85' a Mario Yepes nella partita vinta per 3-0 sull'Olympique Lione giocata il 29 gennaio 2002, mentre l'esordio in ambito europeo arriva il 20 febbraio, giocando da titolare in Nantes-Manchester United (1-1).
Nella stagione 2002-2003 gioca 19 partite di campionato (chiuso ancora al decimo posto), saltando gli incontri dalla sesta alla diciassettesima giornata, una partita in Coppa di francia e due partite nella Coupe de la Ligue. Nel 2003-2004 inizia la stagione giocando 3 partite in Intertoto, dove la sua squadra viene eliminata in semifinale dagli italiani del Perugia, mentre in campionato - chiuso dalla squadra al sesto posto ed il raggiungimento dell'Intertoto - gioca solo due partite, ovvero la prima e la sesta giornata.
Torna ad essere titolare nella stagione 2004-2005, quando gioca 26 partite di campionato (chiuso al 17º posto, l'ultimo utile per la salvezza) segnando il primo gol in carriera il 9 aprile 2005 al 44' della partita pareggiata per 2-2 contro l'Olympique Lione (la squadra che lo aveva visto esordire) e valida per la 32ª giornata: il suo è il gol del momentaneo 1-1. Completano la stagione 2 presenze nella Coppa di Francia ed altrettante apparizioni nella Coupe de la Ligue, con una rete all'attivo in quest'ultima competizione.
Nella successiva stagione, la 2005-2006, è ancora titolare e gioca 29 partite di campionato (terminato nella 14ª posizione) segnando anche in quest'annata un gol, precisamente al 69' di Nantes-Auxerre (3-2) della 35ª giornata: il suo gol, realizzato con un colpo di testa, è quello del momentaneo 2-2. Gioca anche 5 partite nella Coppa di Francia (con 2 reti all'attivo) e 2 partite nella Coupe de la Ligue. Le 3 reti stagionali gli consentono di determinare un record personale.
Nella stagione 2006-2007 gioca ancora 29 partite di campionato segnando anche in quest'annata un gol - l'ultimo con la maglia del Nantes - nel 4-0 esterno con cui la sua squadra batte il Tolosa nella 19ª giornata: il suo gol è quello del 2-0. La sua squadra chiude il campionato all'ultimo posto retrocedendo in Ligue 2; disputa anche 4 partite in Coppa di Francia ed una partita nella Coupe de la Ligue. Lascia così la squadra dopo 110 presenze in campionato, 19 nelle Coppe nazionali e 4 in Champions League.

#### Tolosa
Proprio il Tolosa è la squadra in cui si trasferisce in prestito all'inizio della stagione 2007-2008. Esordisce con la nuova squadra il 15 agosto 2007 nell'andata del terzo turno preliminare di Champions League, perso in casa per 1-0 contro gli inglesi del Liverpool; gioca anche la gara di ritorno persa per 4-0. Nel mezzo a queste due gare, esordisce in campionato con il Tolosa nella partita vinta per 1-0 sul Lione della prima giornata. In tutto il campionato, chiuso al quinto posto con la qualificazione in Coppa UEFA, gioca 24 partite, di cui l'ultima è la 28ª giornata; il computo statistico stagionale, comprendente anche le due gare dei preliminari di Champions League, è completato da 3 gettoni in Coppa UEFA ed uno in Coppa di Francia: le presenze stagionali sono dunque 30.
Per la stagione 2008-2009 diventa un giocatore del Tolosa a titolo definitivo, pagato 1,3 milioni di euro; con la società firma un contratto triennale. Nella stagione colleziona 34 partite in campionato, che la squadra chiude al quarto posto con una nuova qualificazione in europa, e 3 presenze nella Coppa di Francia; in campionato realizza anche 3 gol, che gli fanno eguagliare il record di gol stagionali ottenuto nella stagione 2005-2006.
Nella stagione 2009-2010 colleziona 22 presenze suddivise fra campionato (16 presenze, chiuso al 14º posto), Coppa di Francia (una presenza), Coupe de la Ligue (3 presenze) ed Europa League; le presenze in quest'ultima competizione sono la doppia sfida ai turchi del Trabzonspor ai play-off persi.
Nella stagione 2010-2011 gioca 25 partite di campionato, chiuso all'ottavo posto con la seconda miglior difesa, segnando 4 gol che determinano un nuovo record personale. Alla fine di questa stagione lascia il Tolosa, di cui è stato anche il capitano, svincolandosi. Lascia la squadra dopo 115 presenze e 7 reti totali.

#### Palermo e il prestito al Lille
Il 14 giugno 2011 viene tesserato a parametro zero (ma comunque pagato 450.000 euro) dalla squadra italiana del Palermo, che lo seguiva da sei mesi, con cui firma un contratto triennale a poco più di 500.000 euro a stagione; il Presidente Maurizio Zamparini aveva dato l'annuncio ufficioso del suo ingaggio il 3 giugno; il contratto è stato depositato presso la Lega il 21 giugno.
Guarito da due infortuni risalenti al ritiro estivo e all'inizio della stagione, esordisce sia con la maglia del Palermo che nel campionato italiano in Roma-Palermo (1-0), subentrando al 54' a Francesco Della Rocca nella partita valevole per l'ottava giornata. Gioca per la prima volta titolare nella giornata successiva, Palermo-Lecce (2-0). Colleziona 8 presenze in rosanero fra campionato e Coppa Italia.
Il 26 gennaio 2012 viene ceduto al Lille in prestito con diritto di riscatto, facendo così ritorno nel campionato francese dopo sei mesi.
Esordisce con il Lille nella partita degli ottavi della Coppa di Francia persa per 2-1 in trasferta contro il Valenciennes, quindi disputa 7 incontri in campionato (chiuso al terzo posto).
Rientrato al Palermo, torna a giocare in maglia rosanero il 18 agosto 2012, nel terzo turno di Coppa Italia vinto per 3-1 sulla Cremonese.

#### San Lorenzo
Il 24 gennaio 2013 passa al San Lorenzo, tornando così a giocare in Argentina dopo undici anni e mezzo.

### Nazionale
Con la Nazionale Under-20 argentina ha preso parte al campionato sudamericano nel gennaio del 2001 e poi a cinque gare su sette del Mondiale Under-20 dello stesso anno, vincendo il trofeo.

## Dirigente
Dopo la fine della carriera da giocatore, ha intrapreso la professione da dirigente sportivo: il 1º giugno 2021 torna viene nominato nuovo direttore sportivo del San Lorenzo con cui sottoscrive un contratto fino al 31 dicembre 2022. Successivamente diventa capo area scouting del club arabo Al Qadsiah.

## Statistiche

### Presenze e reti nei club
Statistiche aggiornate al 16 giugno 2013.
| Stagione               | Squadra                | Campionato             | Campionato | Campionato | Coppe nazionali | Coppe nazionali | Coppe nazionali | Coppe continentali | Coppe continentali | Coppe continentali | Altre coppe | Altre coppe | Altre coppe | Totale | Totale |
| Stagione               | Squadra                | Comp                   | Pres       | Reti       | Comp            | Pres            | Reti            | Comp               | Pres               | Reti               | Comp        | Pres        | Reti        | Pres   | Reti   |
| ---------------------- | ---------------------- | ---------------------- | ---------- | ---------- | --------------- | --------------- | --------------- | ------------------ | ------------------ | ------------------ | ----------- | ----------- | ----------- | ------ | ------ |
| 2000-2001              | Rosario Central        | PD                     | 1          | 0          | -               | -               | -               | -                  | -                  | -                  | -           | -           | -           | 1      | 0      |
| 2001-gen. 2002         | Rosario Central        | PD                     | 14         | 0          | -               | -               | -               | -                  | -                  | -                  | -           | -           | -           | 14     | 0      |
| Totale Rosario Central | Totale Rosario Central | Totale Rosario Central | 15         | 0          |                 | -               | -               |                    | -                  | -                  |             | -           | -           | 15     | 0      |
| gen.-giu. 2002         | Nantes                 | D1                     | 5          | 0          | -               | -               | -               | UCL                | 4                  | 0                  | -           | -           | -           | 9      | 0      |
| 2002-2003              | Nantes                 | L1                     | 19         | 0          | CF+CdlL         | 1+2             | 0               | -                  | -                  | -                  | -           | -           | -           | 22     | 0      |
| 2003-2004              | Nantes                 | L1                     | 2          | 0          | -               | -               | -               | Int                | 3                  | 0                  | -           | -           | -           | 5      | 0      |
| 2004-2005              | Nantes                 | L1                     | 26         | 1          | CF+CdlL         | 2+2             | 0+1             | -                  | -                  | -                  | -           | -           | -           | 30     | 2      |
| 2005-2006              | Nantes                 | L1                     | 29         | 1          | CF+CdlL         | 5+2             | 2+0             | -                  | -                  | -                  | -           | -           | -           | 36     | 3      |
| 2006-2007              | Nantes                 | L1                     | 29         | 1          | CF+CdlL         | 4+1             | 0               | -                  | -                  | -                  | -           | -           | -           | 34     | 1      |
| Totale Nantes          | Totale Nantes          | Totale Nantes          | 110        | 3          |                 | 19              | 3               |                    | 7                  | 0                  |             | -           | -           | 136    | 6      |
| 2007-2008              | Tolosa                 | L1                     | 24         | 0          | CF+CdlL         | 1+0             | 0               | UCL+CU             | 2+3                | 0                  | -           | -           | -           | 30     | 0      |
| 2008-2009              | Tolosa                 | L1                     | 34         | 3          | CF+CdlL         | 3+0             | 0               | -                  | -                  | -                  | -           | -           | -           | 37     | 3      |
| 2009-2010              | Tolosa                 | L1                     | 16         | 0          | CF+CdlL         | 1+3             | 0               | UEL                | 2                  | 0                  | -           | -           | -           | 22     | 0      |
| 2010-2011              | Tolosa                 | L1                     | 25         | 4          | -               | -               | -               | -                  | -                  | -                  | -           | -           | -           | 26     | 4      |
| Totale Tolosa          | Totale Tolosa          | Totale Tolosa          | 99         | 7          |                 | 8               | 0               |                    | 7                  | 0                  |             | -           | -           | 114    | 7      |
| 2011-gen. 2012         | Palermo                | A                      | 7          | 0          | CI              | 1               | 0               | UEL                | 0                  | 0                  | -           | -           | -           | 8      | 0      |
| gen.-giu. 2012         | Lilla                  | L1                     | 7          | 0          | CF+CdL          | 1+-             | 0               | UCL                | -                  | -                  | -           | -           | -           | 8      | 0      |
| 2012-gen. 2013         | Palermo                | A                      | 3          | 0          | CI              | 2               | 0               |                    | -                  | -                  |             | -           | -           | 5      | 0      |
| Totale Palermo         | Totale Palermo         | Totale Palermo         | 10         | 0          |                 | 3               | 0               |                    | 0                  | 0                  |             | -           | -           | 13     | 0      |
| gen.-giu. 2013         | San Lorenzo            | PD                     | 9          | 1          | CA              | -               | -               |                    | -                  | -                  |             | -           | -           | 9      | 1      |
| Totale carriera        | Totale carriera        | Totale carriera        | 250        | 11         |                 | 31              | 3               |                    | 14                 | 0                  |             | -           | -           | 295    | 14     |